# アルゴール
アルゴール （Argol）は、フランス、ブルターニュ地域圏、フィニステール県のコミューン。
クロゾン半島の入口に位置する。面積は3320ヘクタールであり、コミューンの南側は短い距離であるがドゥアルヌネ湾に接し、東側はオーヌ川、北はブレスト停泊地と接している。

## 由来
アルゴールの名は、水の下に沈んだ都市、イスとつながりがある。ブルトン語でArgollとは沈んでしまうことを意味するのである。
アルゴールの名には別の説もある。11世紀にはArcholまたはArcolとつづられていたのである。この名前は、古ブルトン語のal（ハシバミ）またはガリア語のgolsd、ウェールズ語またはアイルランド語のcollと接尾辞のarがついた複合体であるといってもいい。

## 歴史

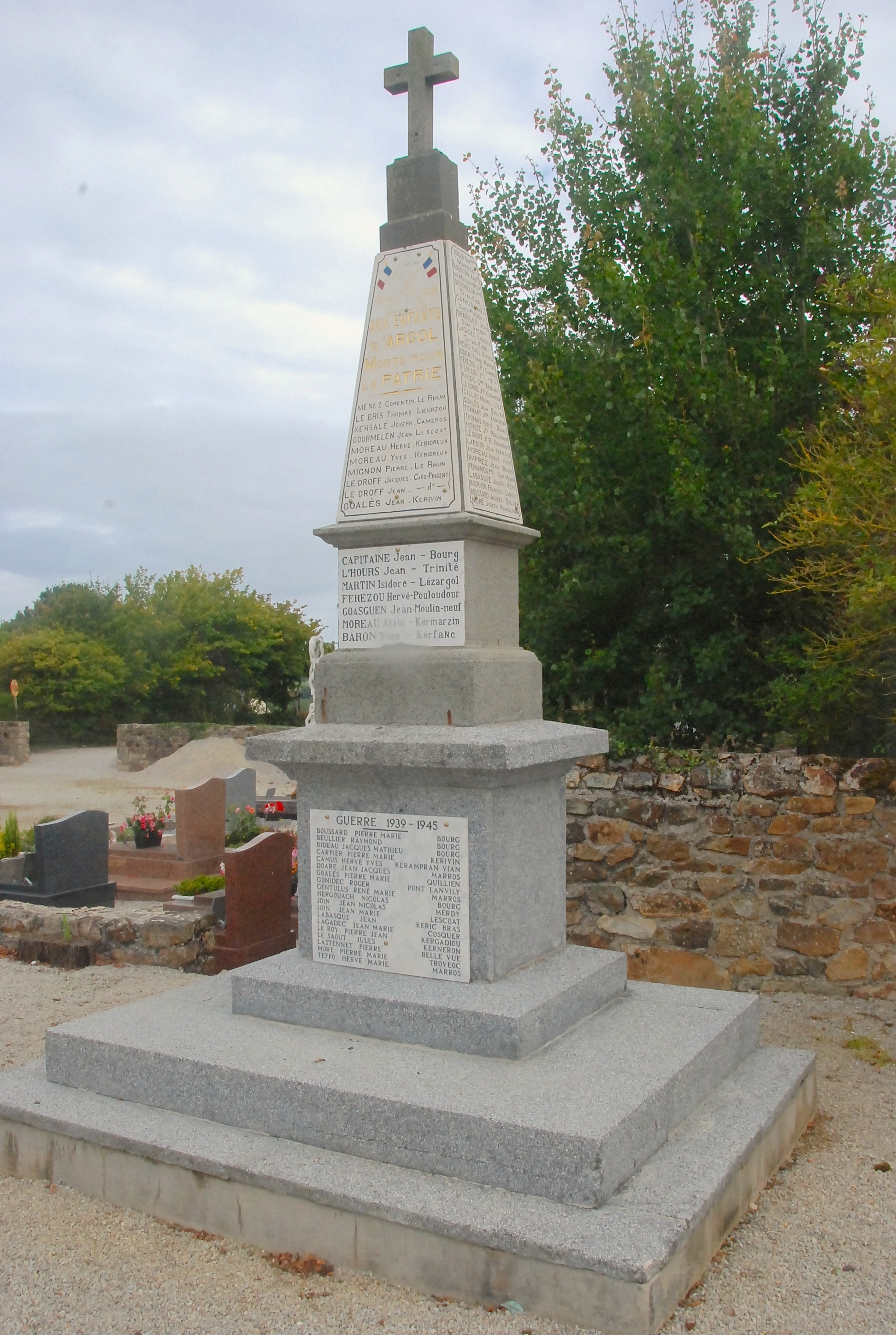
第一次世界大戦戦死者慰霊塔

11世紀終わり、12世紀初めまで、修道士たちが地域全体で積極的に司祭職をこなしていた。ローマ教皇グレゴリウス7世の改革にコルヌアイユ司教座は従っていた。ランデヴェネック修道院院長は自らを、農村地での司祭職が整備される以前は、「起源教区全ての司祭」の称号を持つと主張していた。ランデヴェネック修道院院長はアルゴール、テルグリュック、エデルン、ディネオー、シャトーラン、クロゾンの起源となる司祭であると1363年まで名乗っていた。だが、教区がロアン家の権威のもとに入ってからは、称号はコルヌアイユ司教に対して与えられた。
アルゴールは1675年の印紙税一揆に参加したことが知られている。
1982年以前、アルゴルにはテルグリュック＝シュル＝メール、ランデヴェネック、トレガルヴァンの領域全てが含まれていた。

### 人口の移り変わり
戦争や疫病の影響を受けながらも、人口は成長し続けてきた。1800年には744人がおり、1901年には1400人を超えていた。この増加は、幼児期の疾病に効果のある薬の進化があったからである。
20世紀に入ると、人口は減少し始めた。1911年には1499人、1976年には733人となっていた。しかし、2009年以降は再び増加に転じている。

### 中世のアルゴール住民
ブルターニュにおける農奴制度は11世紀に消滅した。平民たちは個人的な自由を謳歌し、仕える主人のために一定の手数料や賦役を行うことはなかった。
ノルマン人たちを追い出した後、アルゴール半島の人々はイングランド海賊の侵入に苦しめられることになった。
百年戦争が始まると、疫病が国土を荒廃させた。最も強力だったのは1347年の黒死病流行だった。言い伝えによれば、流行のさなか、この地域で最も重態の人々は聖職者たちの訪問を受けて看護を受けていた。
15世紀から16世紀のアルゴールは経済が繁栄した。現在も残る当時の建物がそのことを証明している。オオムギ、コムギ、オートムギ、ライムギ、アマといった作物が豊富であった。しかしユグノー戦争がこの幸福を中断させた。1593年、ルネ・ド・リウー軍が建物や作物を荒らした。1594年、リーグ軍が教会の十字架を破壊した。1595年から1597年まで、飢饉にみまわれた。1605年から1606年はオオカミが町を襲った。

### フランス革命前夜
アルゴール教区は平穏だった。少数派のブルジョワ階級は公証人や裁判官といった士業についていた。農民たちは穏やかに生活していた。主要作物は、コムギ、オオムギ、オートムギだった。最近見つかった優秀な報告書にはジャガイモが栽培されていたことが書かれている。家畜としてウシが飼育されていた。織物産業は衰退していた。18世紀終わりには、海軍に供給するため穀物の脱穀が盛んになっていた。

### 20世紀
1909年、鉄道建設が決まり、1911年に土地の収用が行われた。この路線は、第二次世界大戦中に幾度かのサボタージュの対象となった。
1914年8月2日17時、鐘が警告のように鳴らされた。戦争は4年間続いた。国民総動員がかけられたので、田園地帯から男性の姿が消えた。女性と子供たちが、夫である男性たちの代わりに土地を耕した。1917年は厳しい冬だったにもかかわらず、遠征が行われて食料品が提供された。
1923年、初めてアルゴールまで鉄道が開通した。テレネズ橋の建設が始まったのも同じ頃である。1933年、電気照明が初めて教会に設置された。
1939年9月、再び戦争が始まった。アルゴールは、人々の創意工夫のおかげで半島の西側に物資を供給していた。ブレスト空襲による人々の避難、そして国土解放の戦いの間、アルゴールは寛大に避難民を受け入れていた。1944年9月1日、フランス内地軍（FFI）に追われたドイツ軍が町から退却していった。
1945年、律修司祭のグラール師は、敵から半島の解放を勝ち取ったことを感謝するため、サンタンヌ＝ラ＝パリューへの巡礼を決めた。

## 人口統計
| 1962年 | 1968年 | 1975年 | 1982年 | 1990年 | 1999年 | 2006年 | 2010年 |
| ------ | ------ | ------ | ------ | ------ | ------ | ------ | ------ |
| 899    | 819    | 766    | 700    | 698    | 746    | 796    | 888    |

参照元:1999年までEHESS、2000年以降INSEE

## 史跡
- サン・ピエール・エ・サン・ポール教会
- グラドロン王の像

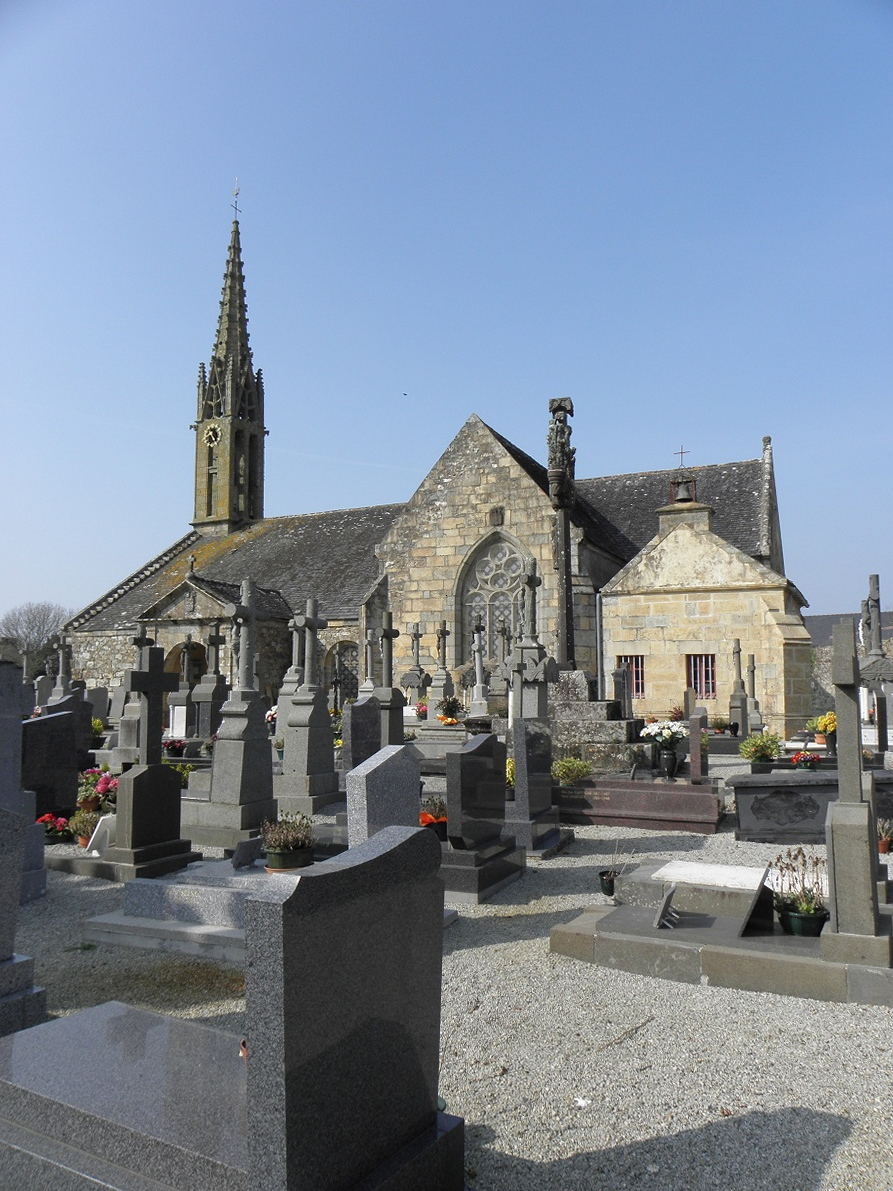
教会
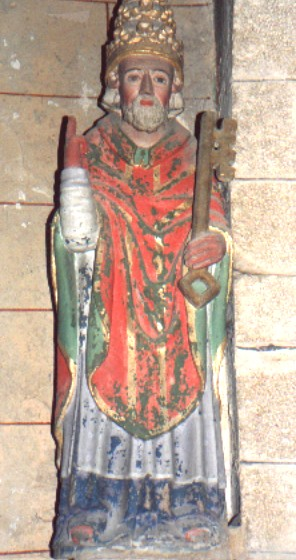
イスの王、グラドロンの像

## 行事
かつて、アルゴールではパルドン祭りまたはトロメニが1年に1度行われていた。1940年から1942年にかけてのドイツによる占領時代には開催が中止されていた。1943年に再開されたが、再び1958年に中止された。礼拝行進は教会を出発するとランデヴェネックの方角に向かい、非常に長い十字架の設置された場所数箇所で何度か行列は停止した。そして最終的には村に戻ってくるのだった。